# همس (لغة)
الهمس لغة: الخفاء أو الصوت الخفي، واصطلاحًا: جرَيان النفَس عند النطق بحرف من حروف الهمس؛ لضعف الاعتماد عليه في المخرج. أو هي الحروف التي لا تحتاج إلى الأحبال الصوتية لنطقها، فهي تعتمد على جرَيان الهواء داخل الفم أكثرَ من جرَيان الصوت.
حروف الهمس في اللغة العربية هي: ت - ث - ح - خ - س - ش - ص - ف - ك - هـ.
و جمعها الإمام ابن الجَزَري في جملة: (فحثَّه شخص سكت)، ويمكن قياس النطق الصحيح لحروف الهمس بأن تُنطقَ قرب لهَب شمعة، فإن اهتزَّ اللهَب فهي تُنطق على الصواب.